# Zhongshan Xiang (socken i Kina, lat 24,98, long 104,62)
Zhongshan Xiang (kinesiska: 钟山, 钟山乡) är en socken i Kina. Den ligger i provinsen Yunnan, i den sydvästra delen av landet, omkring 200 kilometer öster om provinshuvudstaden Kunming. Antalet invånare är 27 832. Befolkningen består av 13 264 kvinnor och 14 568 män. Barn under 15 år utgör 25,0 %, vuxna 15-64 år 66 %, och äldre över 65 år 8,0 %.
Genomsnittlig årsnederbörd är 1 361 millimeter. Den regnigaste månaden är juni, med i genomsnitt 344 mm nederbörd, och den torraste är februari, med 17 mm nederbörd.